# Boussingaultita
La boussingaultita és un mineral de la classe dels sulfats, que pertany al grup de la picromerita. Rep el seu nom en honor del químic francès Jean Baptiste Boussingault (1802-1887).

## Característiques
La boussingaultita és un sulfat de fórmula química (NH₄)₂Mg(SO₄)₂(H₂O)₆. Cristal·litza en el sistema monoclínic. La seva duresa a l'escala de Mohs és 2. Forma una sèrie de solució sòlida amb la mohrita, en la que el magnesi es va substituint per ferro.
Segons la classificació de Nickel-Strunz, la boussingaultita pertany a «07.C - Sulfats (selenats, etc.) sense anions addicionals, amb H₂O, amb cations de mida mitjana i grans» juntament amb els següents minerals: krausita, tamarugita, kalinita, mendozita, lonecreekita, alum-(K), alum-(Na), tschermigita, lanmuchangita, voltaïta, zincovoltaïta, pertlikita, amoniomagnesiovoltaïta, kröhnkita, ferrinatrita, goldichita, löweïta, blödita, niquelblödita, changoïta, zincblödita, leonita, mereiterita, cianocroïta, mohrita, niquelboussingaultita, picromerita, polihalita, leightonita, amarillita, konyaïta i wattevil·lita.

## Formació i jaciments
Es pot originar com a producte d'alteració, per hidratació, de l'efremovita. Es troba en fumaroles d'àcid bòric. Va ser descoberta a Travale, al municipi de Montieri, situat a la província de Grosseto (Toscana, Itàlia).